# 국제동물명명규약위원회
국제동물명명규약위원회(International Commission on Zoological Nomenclature, ICZN)는 "동물의 과학적 명명에 있어 안정성과 의미를 달성"하는 데 전념하는 조직이다. 1895년에 설립되었으며, 현재 20개국에서 온 26명의 위원으로 구성되어 있다.

## 조직
ICZN은 일반적으로 국제동물명명규약과 함께 출판되는 "ICZN 헌법"에 의해 운영된다.
위원은 국제생물과학연맹(IUBS)에 의해 설립된 동물명명분과에 의해 선출된다.
위원의 정규 임기는 6년이다. 위원은 연속으로 최대 3회까지 6년 임기로 재선될 수 있다. 18년간 연속으로 위원직을 수행한 후에는 최소 3년의 휴식을 취해야 다시 선거에 입후보할 수 있다.

## 활동
2014년부터 위원회의 업무는 싱가포르 싱가포르 국립 대학에 기반을 둔 소규모 사무국에 의해 지원된다. 이전에는 사무국이 런던에 기반을 두었으며 국제동물명명신탁의 자금 지원을 받았다. 위원회는 "동물의 학명의 올바른 사용에 대한 정보 생성 및 보급"을 통해 동물학 공동체를 돕는다.
ICZN은 국제동물명명규약(일반적으로 "코드" 또는 "ICZN 코드"로 지칭됨)을 발행하는데, 이는 동물로 취급되는 모든 생물의 정식 학명에 대한 규칙을 담고 있는 널리 받아들여지는 관습이다. 코드의 새 판은 위원회에서 임명한 편집 위원회에 의해 작성된다. 현재(제4판) 코드(1999년)는 7명이 편집했으며, 다음(제5판) 작업이 진행 중이다.
위원회는 또한 주의가 필요한 개별 문제에 대해 판결을 내리는데, 이는 코드의 엄격한 준수가 사용의 안정성을 방해할 수 있는 논쟁적인 경우에 중재가 필요할 수 있기 때문이다(예: 보존명 참조). 이러한 판결은 동물명명회보에 게시된다. 2017년부터 회보는 온라인 전용 저널이 되어 BioOne에 합류했으며, BioOne은 회보의 65권(2008년) 이후를 호스팅한다.

## 사무총장
- (–2003) 앤드루 웨이컴-도슨[9]
- (2003–2008) 앤드루 폴라쳌[9]
- (2008–2016) 엘리노어 미셸
- (2016–2018) 마틴 E. Y. 로우
- (2018–2022) 그윈 림
- (2021–2021) 에반 콰
- (2022–현재) 도미닉 Y. J. 응

## 같이 보기
- 국제조류균류식물명명규약